# 2002-es Formula–1 japán nagydíj
A 2002-es Formula–1 világbajnokság szezonzáró futama a japán nagydíj volt.

## Futam
|    | Rsz. | Versenyző            | Csapat           | Körök | Idő/Kiesések               | Start | Pontok |
| -- | ---- | -------------------- | ---------------- | ----- | -------------------------- | ----- | ------ |
| 1  | 1    | Michael Schumacher   | Ferrari          | 53    | 1:26:59.698                | 1     | 10     |
| 2  | 2    | Rubens Barrichello   | Ferrari          | 53    | +0.506                     | 2     | 6      |
| 3  | 4    | Kimi Räikkönen       | McLaren-Mercedes | 53    | +23.292                    | 4     | 4      |
| 4  | 6    | Juan Pablo Montoya   | Williams-BMW     | 53    | +36.275                    | 6     | 3      |
| 5  | 10   | Szató Takuma         | Jordan-Honda     | 53    | +1:22.694                  | 7     | 2      |
| 6  | 15   | Jenson Button        | Renault          | 52    | +1 Kör                     | 10    | 1      |
| 7  | 7    | Nick Heidfeld        | Sauber-Petronas  | 52    | +1 Kör                     | 12    |        |
| 8  | 24   | Mika Salo            | Toyota           | 52    | +1 Kör                     | 13    |        |
| 9  | 16   | Eddie Irvine         | Jaguar-Cosworth  | 52    | +1 Kör                     | 14    |        |
| 10 | 23   | Mark Webber          | Minardi-Asiatech | 51    | +2 Kör                     | 19    |        |
| 11 | 5    | Ralf Schumacher      | Williams-BMW     | 48    | Motor                      | 5     |        |
| Ki | 17   | Pedro de la Rosa     | Jaguar-Cosworth  | 39    | Erőátvitel                 | 17    |        |
| Ki | 9    | Giancarlo Fisichella | Jordan-Honda     | 37    | Motor                      | 8     |        |
| Ki | 14   | Jarno Trulli         | Renault          | 32    | Mechanika                  | 11    |        |
| Ki | 11   | Jacques Villeneuve   | BAR-Honda        | 27    | Motor                      | 9     |        |
| Ki | 22   | Alex Yoong           | Minardi-Asiatech | 14    | Kicsuszás                  | 20    |        |
| Ki | 12   | Olivier Panis        | BAR-Honda        | 8     | Mechanika                  | 16    |        |
| Ki | 3    | David Coulthard      | McLaren-Mercedes | 7     | Gázadagoló                 | 3     |        |
| Ki | 8    | Felipe Massa         | Sauber-Petronas  | 3     | Baleset                    | 15    |        |
| NI | 25   | Allan McNish         | Toyota           | -     | Sérülés az időmérő edzésen | 18    |        |

## A világbajnokság végeredménye
| H   | Versenyzők         | Pont | H   | Konstruktőrök    | Pont |
| --- | ------------------ | ---- | --- | ---------------- | ---- |
| 1.  | Michael Schumacher | 144  | 1.  | Ferrari          | 221  |
| 2.  | Rubens Barrichello | 77   | 2.  | Williams-BMW     | 92   |
| 3.  | Juan Pablo Montoya | 50   | 3.  | McLaren-Mercedes | 65   |
| 4.  | Ralf Schumacher    | 42   | 4.  | Renault          | 23   |
| 5.  | David Coulthard    | 41   | 5.  | Sauber-Petronas  | 11   |
| 6.  | Kimi Räikkönen     | 24   | 6.  | Jordan-Honda     | 9    |
| 7.  | Jenson Button      | 14   | 7.  | Jaguar-Cosworth  | 8    |
| 8.  | Jarno Trulli       | 9    | 8.  | BAR-Honda        | 7    |
| 9.  | Eddie Irvine       | 8    | 9.  | Minardi-Asiatech | 2    |
| 10. | Nick Heidfeld      | 7    | 10. | Toyota           | 2    |

(A teljes lista)

## Statisztikák
Vezető helyen:
- Michael Schumacher: 52 (1-20 / 22-53)
- Rubens Barrichello: 1 (21)

Michael Schumacher 64. (R) győzelme, 50. pole-pozíciója, 51. (R) leggyorsabb köre, 12. mesterhármasa (gy, pp, lk)
- Ferrari 159. győzelme.

Michael Schumacher 12. mesterhármasával beállította Jim Clark 1968-as rekordját.
Eddie Irvine 148. és Mika Salo 111., utolsó versenye.
Ralf Schumacher 100. versenye.